# Persia Campbell
Persia Campbell, död 1974, var en amerikansk feminist och ekonom, känd för sin internationella verksamhet för konsumentens rättigheter.  
Hon var USA:s delegat till Pan-Pacific Women's Conference 1934. 